# Herman Koch
Herman Koch (Arnhem, 1953. szeptember 5. –) holland író, drámaíró, színész, producer, glosszaíró.

## Írói munkássága
Még gyermek volt, amikor családja Amszterdamba költözött. A Montessori Gimnáziumból kizárták, de később visszatért szülővárosába, ahol szláv filológiát (főleg orosz nyelvet) tanult.
Íróként a De voorbijganger elbeszéléskötetével mutatkozott be 1985-ben. Első regényében, a Red ons, Maria Montanelli (Ments meg minket Maria Montenelli) szatirikus, sőt néha szomorkás hangon számol be a Montessori Gimnáziumban szerzett tapasztalairól, negatív élményeiről.
1990 és 2005 között a Jiskefet című televíziós komédiasorozat társproducere volt. 2005-ben Koch írta az Országos Holland Nyelvű Tollbamondás szövegét. 2007-ben a Voetbalvrouwen című humoros és drámai televíziós sorozatban játszott. A de Volkskrant napilap glosszaírója. 2009-ben jelent meg a Het Diner (A vacsora). A regény nagy sikert aratott, számos nyelvre lefordították.

## Művei
- 1985 – De voorbijganger (elbeszélések)
- 1989 – Red ons, Maria Montanelli (regény)
- 1991 – Hansaplast voor een opstandige (Menno Voorhof elbeszélései)
- 1996 – Eindelijk oorlog (regény)
- 1998 – Geen agenda (elbeszélések)
- 1999 – Het evangelie volgens Jodocus (glosszák)
- 2000 – Eten met Emma (regény)
- 2000 – Eten met Emma (regény)
- 2001 – Schrijven & drinken (elbeszélések)
- 2001 – Dingetje (glosszák)
- 2003 – Alle verhalen (elbeszélések)
- 2003 – Odessa Star (regény)
- 2005 – Denken aan Bruce Kennedy (regény)
- 2009 – Het diner (regény)
- 2010 – De ideale schoonzoon (glosszák)
- 2011 – Zomerhuis met zwembad (thriller)
- 2012 – Korte geschiedenis van het bedrog (elbeszélések)
- 2014 – Geachte heer M. (regény)
- 2016 – De greppel (regény)
- 2017 – Makkelijk Leven (novella)
- 2020 – Finse dagen (regény)

### Magyarul
- A vacsora; ford. Bérczes Tibor; Európa, Budapest, 2013 ISBN 9789630796675
- Nyaraló úszómedencével; ford. Wekerle Szabolcs; Európa, Budapest, 2016
- Tisztelt M. úr! (Geachte heer M.); ford. Wekerle Szabolcs; Európa, Budapest, 2020